# Bahia Challenger 1984
Il Bahia Challenger 1984 è stato un torneo di tennis facente parte della categoria ATP Challenger Series nell'ambito dell'ATP Challenger Series 1984. Il torneo si è giocato a Bahia in Brasile dal 26 novembre al 2 dicembre 1984 su campi in cemento.

## Vincitori

### Singolare
Horacio de la Peña ha battuto in finale  Marcos Hocevar con il punteggio di 6–4, 5–7, 7–5

### Doppio
Ricardo Acuña /  Hans Gildemeister hanno battuto in finale  Givaldo Barbosa /  João Soares con il punteggio di 6–3, 1–6, 7–6